# Joaquín Peinado
Joaquín Ruiz-Peinado Vallejo (Ronda, 19 de julio de 1898 - París, 13 de febrero de 1975) fue un pintor español, cultivador del estilo cubista, uno de los más destacados representantes de la Escuela española de París.

## Biografía
En 1915 ingresa en la Escuela Superior de Comercio de Sevilla donde permanecerá hasta 1918, año en que abandona los estudios de comercio para ingresar en la Escuela Superior de Bellas Artes de San Fernando de Madrid, en donde será alumno de Julio Romero de Torres y de Cecilio Plá.
En 1923 viaja a París, donde conocerá y entablará amistad con Picasso y Luis Buñuel entre otros miembros de la colonia española. Allí estudia en las academias Ranson, Colarossi y La Grande Chaumière, introduciéndose en la pintura cubista que a partir de entonces marcará su obra.
Tras participar en diversas exposiciones viaja a Ámsterdam en 1926 donde colaborará en los decorados de la obra de Manuel de Falla, "El retablo de maese Pedro" que dirige su amigo Buñuel.
En 1927 al ganar el premio de pintura de la Diputación de Málaga vuelve a España donde participará como ilustrador en varias revistas, entre ellas Litoral, de Málaga, y La Gaceta Literaria de Madrid; y participará en dos grandes exposiciones colectivas sobre la pintura de vanguardia: la "Exposición de Pinturas y Esculturas de Españoles Residentes en París" en Madrid y la "Exposición Regional de Arte Moderno" en Granada.
Sus ideas republicanas le hacen participar, desde París, en tareas de propaganda con el gobierno de la Segunda República Española durante los años de la Guerra Civil. En esta ciudad permanecerá durante la mayor parte de la Segunda Guerra Mundial, a cuyo término, en 1946 participará, como delegado de la Sección de Pintores españoles de la Escuela de París, en la exposición internacional organizada por la Unesco y además acudirá a la muestra celebrada en la Galería Nacional de Praga titulada "Arte de la España Republicana. Artistas de la Escuela de París". 
Tras viajar y exponer por toda América, regresará a España en 1969 donde será nombrado miembro de la Real Academia de San Telmo de Málaga.
Falleció el 13 de febrero de 1975 en París.
Ronda, su ciudad natal, es sede del Museo Joaquín Peinado.